# Рохлеобразные
Рохлеобразные (лат. Rhinobatiformes или лат. Rhynchobatiformes) — выделяемый ранее отряд скатов, включавший в себя акулохвостых, рохлевых и платириновых скатов. В настоящее время эти семейства относят к пилорылообразным и хвостоколообразным.

## Описание
В этот отряд выделяли представителей длиной тела от 70 см до 3 м м уплощённым телом и мощным слабо обособленным от тела хвостовым стеблем, как правило несущим хорошо развитую хвостовую лопасть. Плавники широкие, небольшой длины. Рыло удлинённое. Представители обитают у дна в прибрежных районах тропиков и субтропиков, иногда проникая в опреснённые эстуарии. Плавают медленно, за счёт движений хвоста, а не грудных плавников. Питаются донными беспозвоночными и мелкими рыбами. Яйцеживородящи.